# Kondenzatorski mikrofon
Kondenzatorski mikrofon su vrste mikrofona koje imaju veliki značaj za tonsko snimanje signala u studiju. Zahvaljujući svojim karakteristikama sninljeni signal ima dobar kvalitet.

## Način rada
Kod ovih mikrofona membrana predstavlja jednu ploču kondenzatora. Pomeranjem membrane menja se kapacitivnost kondenzatora i ova promena se pretvara u samom mikrofonu u električni signal. Da bi se promena kapacitivnosti pretvorila u električni signal potreban je elektronski sklop koji ujedno i pojačava taj signal tako da kondenzatorski mikrofoni imaju po pravilu najjači signal, oko 20db jači od ostalih mikrofona. Za napajanje tog elektronskog sklopa koristi se poseban sistem napajanja poznat kao fantomsko napajanje. Naime, da se ne bi koristili posebni provodnici za napajanje što bi bi komplikovalo vezu mikrofona sa miks pultom i iziskivalo specijalne mikrofonske ulaze samo za kondezatorske mikrofone, prodnadjen je sistem napajanja koji koristi već postojeće provodnike a tako je vezan da ga običan mikrofon , dinamički ili neki drugi, ne vidi. Dakle, na isti mikrofonski ulaz mogu se priključiti sve vrste mikrofona, s’tim što će kondenzatorski mikrofoni koristiti napajanje a za ostale će ono biti fantomsko.
Standardni napon fantomskog napajanja je 48V, i svi kondenzatorski mikrofoni rade sa tim naponom. Ukoliko miks pult nema ugradjeno fantomsko napajanje neki kondenzatorski mikrofoni mogu da rade i na bateriju koja se obično stavlja u mikrofon. 
Kondenzatorski mikrofon je osetljiviji od dinamičkog i može da zabeleži tiše, više i niže frekvencije nego dinamički. Kondenzatorski mikrofon koristi kondenzator (kapacitivnost) i bateriju kako bi zabeležio zvuk. Kada zvučni talas udara u jednu stranu kondenzatora on menja kapacitivnost brzinom frekvencija zvučnog talasa. Ta promene se beleži i šalje na dalji proces u računar ili rekorder.
Usled ovakvog principa rada membrana kondenzatorskih mikrofona može da ima vrlo malu masu, odnosno malu inerciju, što je osnovni uslov da se prenesu i najbrže promene zvučnog pritiska. Zato ovi mikrofoni najvernije prenose najviše frekvencije zvuka i doboro reaguju na tranzijente te se smatraju najkvalitetnijim mikrofonima. Takodje su i najosetljiviji jer će i najtiši zvuk izazvati kretanje membrane koje se uz to pojačava već u samom mikrofonu.
Upravo a osetljivost može da bude i mana kondenzatorskih mikrofona jer oni teško mogu prenesu vrlo jake zvčne pritiske. Kod snimanja iz blizine vrlo glasnih instrumenata kao što su neki delovi bubnja, pojačala ili limeni duvači, postoji opasnost da se mikrofon preoptereti i da dodje do izobličenja. 
Kondenzatorski mikrofoni su mehanički osetljivi tako da se uglavnom koriste u studiju ili zatvorenim prostorima za koncerte gde ne postoji opasnost od udarca ili pada mikrofona. Za koncerte na otvorenom ili koncerte rok muzike izbegava se upotreba ovih mikrofona.

### Usmerenost mikrofona
Usmerenost mikrofona se moze podeliti na tri osnovna tipa : omnidirekcioni (neusmereni), kardioidni (usmereni), bidirekcioni (dvostruko usmereni). Omnidirekcioni su podjednako osetljivi na zvuk iz svih pravaca. Kardioidni je najosetljiviji za zvuk koji dolazi sa prednje strane i najčešće se koristi u snimanju. Bidirekcioni su podjednako osetljivi na zvuk i sa prednje i sa zadnje strane, dok pokazuju maksimalno slabljenje sa bočnih strana.

## Izbor mikrofona
Vrlo je važno u svakoj situaciji odabrati pravi mikrofon. Postoji nekoliko objektivnih kriterijuma za izbor mikrofona, mada tu često odlučuje i lični ukus snimatelja ili producenta. Pod pretpostavkom da imamo na raspolaganju različite vrste kvalitetnih mikrofona, što svaki ozbiljniji studio mora da vam ponudi, kriterijumi za izbor su sledeći:
- Najkvalitetniji mikrofoni (kondenzatorski) za istrumente sa najviše alikvota, pre svega za gudače, klavir, harfu, gitaru, glas, itd.
- Mikrofoni sa lakom membranom koji doboro reaguju na tranzijente (kondenzatorski) za metalne i drvene udaraljke.
- Osteljivi mikrofoni (kondenzatorski) za tihe instrumente, flauta, čembalo, gitara, itd.
- Mikrofoni za velike pritiske (dinamički) za glasne instrumente, naročito ako se pstavljaju bliže instrumentu, timpani, bas bubanj, limeni duvači, itd.
- Mikrofoni sa padom u visokom delu frekventne karakteristike ili sa efektom kompresije jakih zvukova (dinamički) za instrumente sa previše alikvota kao što su trube i tromboni ispred otovra ili pojačalo za električnu gitaru ili bas gitaru.
- Za snimanje ambijenta često se biraju PZM mikrofoni.

## Literatura
- "Elektroakustika", Petar Pravica, Dragan Drinčić, Beograd, 2008.
- "Snimanje i obrada zvuka", Alek Nizbert, Beograd, 1990.
- "Akustika i tonsko snimanje", Osnović Arpad, Fece Ivan, Tibai Stevan

## Spoljašnje veze
- 48 VDC Phantom-Speisung für Kondensatormikrofone Elektronic Kompendium, pristupljeno 29.7.2015 Шаблон:De simbol